# CAIO Vitória
El CAIO Vitória es una carrocería de autobúses urbanos producido por el fabricante brasileño de buses CAIO desde 1988 hasta 1996. Fue el sucesor del CAIO Amélia y fue reemplazado por el CAIO Alpha a partir de 1995, esto tiene la mayor ruta, las puertas más cercanas de las carrocerías y sin barra de metal que ayuda a la locomoción de entrada/salida de los pasajeros.
El CAIO Vitória fue carrozado sobre los siguientes chasis:
-Mercedes-Benz: OF-1115, OF-1315, OF-1318, OF-1618, OF-1620, OH-1315, OH-1318, OH-1420, OH-1520, O-371UL, O-371UP y O-400UP
-Scania F112HL, F113HL, K112CL, K113CL, L113CL, S112CL y S113CL
-Volkswagen 16.180 CO y 16.210 CO
-Volvo B58E
-Ford B1618 y B1621
-Mafersa M-210S
Esta carrocería se construyó en varias versiones: urbano, articulado e intercity. 
De su diseño además derivan los modelos especiales Monterrey (Interurbano), y los modelos Mobile (Chasis Ford B-12000) y Taguá (Chasis Mercedes Benz L-1620)
En 1994 Mercedes Benz de México S.A de C.V, filial mexicana de Daimler-Benz AG carrozó bajo licencia de CAIO algunas unidades de su chasis Mercedes Benz MBO-1017 para su comercialización en el mercado interno con este modelo de carrocería,resultando de ello un modelo semifrontal de dudosa estética.